# Demadiana carrai
Espèce
Demadiana carrai est une espèce d'araignées aranéomorphes de la famille des Arkyidae.

## Distribution
Cette espèce est endémique de Nouvelle-Galles du Sud en Australie.

## Description
Le mâle holotype mesure 2,61 mm.

## Étymologie
Son nom d'espèce lui a été donné en référence au lieu de sa découverte, la forêt d'État de Carrai.

## Publication originale
- Framenau, Scharff & Harvey, 2010 : Systematics of the Australian orb-weaving spider genus Demadiana with comments on the generic classification of the Arkyinae (Araneae: Araneidae). Invertebrate Systematics, vol. 24, p. 139-171.